# Grieks-orthodox patriarchaat van Jeruzalem
Het Grieks-orthodox patriarchaat van Jeruzalem (Grieks: Πατριαρχεῖον Ἱεροσολύμων, Patriarcheîon Hierosolýmōn, Arabisch: كنيسة الروم الأرثوذكس في القدس) is een autocefaal oosters-orthodox patriarchaat.
De term "Grieks" verwijst alleen naar de Byzantijnse of Griekse oorsprong van deze oosters-orthodoxe kerken. Dit patriarchaat Jeruzalem dient aldus niet verward te worden met de Grieks-Orthodoxe Kerk in het huidige Griekenland.
Het dient tevens niet verward te worden met het katholieke Latijnse patriarchaat dat deel uitmaakt van de rooms-katholieke kerk en het Armeens patriarchaat dat behoort tot de oriëntaals-orthodoxe Armeens-Apostolische Kerk.

## Geschiedenis
Jeruzalem is als stad steeds belangrijk geweest voor de christenen omdat het de plaats was waar volgens de christelijke leer Christus predikte, werd gekruisigd en is verrezen.
Het concilie van Chalcedon (451) erkende de belangrijke rol van Jeruzalem voor de christengemeenschap en verhief de stad tot patriarchaat na Rome, Constantinopel, Alexandrië en Antiochië. In 637, bij de verovering door de moslims, kwam een eind aan het christelijk bestuur van de stad.
In 1054, bij het Groot Schisma, volgde Jeruzalem Constantinopel en brak met Rome.
Toen de kruisvaarders de stad veroverden in 1099 werd een Latijnse patriarch geïnstalleerd. Van 1099 tot 1187 verbleven de Latijnse patriarchen in Jeruzalem. In 1187 veroverde Saladin de stad terug. Daarna verbleven de Latijnse patriarchen in Akko tot bij de val van die stad in 1291 en vervolgens resideerden ze in Europa. De basiliek van Sint-Laurentius-buiten-de-muren in Rome was van 1374 tot 1847 de zetel van de patriarch van Jeruzalem. De Latijnse zetel in Jeruzalem werd in 1847 door paus Pius IX opnieuw ingesteld.
Tijdens de Ottomaanse periode kwam het oosters-orthodox patriarchaat Jeruzalem onder controle van het patriarchaat Constantinopel.
De Joods-Arabische oorlog en de stichting van de staat Israël in 1948 leidde tot verspreiding van de orthodoxe Arabieren over het Midden-Oosten.

## Huidige situatie
De oosters-orthodoxe patriarch is sinds 24 augustus 2005 Theofilus III, Patriarch van de Heilige Stad Jeruzalem en geheel Palestina. Hij heeft zijn residentie in Jeruzalem. In augustus 2005 werd zijn voorganger Ireneus I afgezet.
Het aantal gelovigen wordt geschat op 400.000. Zij wonen in Israël en in de door Israël bezette gebieden, ook in Jordanië, Koeweit, de Verenigde Arabische Emiraten en Saoedi-Arabië.
Onder de jurisdictie van het patriarchaat Jeruzalem staat de Autonome Orthodoxe Kerk van de Berg Sinaï die haar zetel heeft in het Katharinaklooster van de Sinaïberg
Ook nu nog blijft de meerderheid van de hoge geestelijkheid Griekstalig, terwijl de gelovigen Palestijnen en Arabieren zijn. In 1992 is er een eerste Arabische bisschop gekozen.

## Gegevens betreffende de andere patriarchaten in Jeruzalem
Zoals hierboven vermeld bestaat naast het oosters-orthodoxe patriarchaat Jeruzalem een Latijnse patriarchaat, dat tot de Rooms-Katholieke Kerk behoort en een Armeens patriarchaat behorend tot de Armeens-Apostolische Kerk. De functie van Latijns patriarch van Jeruzalem is momenteel vacant. Aartsbisschop Torkom Mangoogian is thans de 96ste Armeense patriarch van Jeruzalem.
De paus benoemt ook een aartsbisschop voor het oosters-katholieke aartsbisdom Jeruzalem van de Melkitische Grieks-Katholieke Kerk. Deze aartsbisschop of metropoliet is echter geen patriarch. De melkitisch-katholieke zetel van Jeruzalem is momenteel vacant.